# Saison 1959-1960 de la LNH
Saison précédente Saison suivante
La saison 1959-1960 est la 43e saison de la Ligue nationale de hockey. Les six équipes ont joué chacune 70 matchs.

## Saison régulière
Jacques Plante gardien de but des Canadiens de Montréal souffrant d'asthme est opéré des sinus au cours de la saison 1957-1958 de la LNH et, pour jouer, doit suivre les pas de Clint Benedict et porter un masque de protection. La décision de Plante est beaucoup critiquée mais tous les autres gardiens suivent le mouvement quand, après 10 matchs, les Canadiens sont toujours invaincus.
C'est la première saison où aucun joueur de la ligue n'a jamais évolué dans une autre équipe que les six équipes originales. Ken Mosdell qui a pris sa retraite la saison précédente était le dernier. 

### Classement final
Les quatre premières équipes sont qualifiées pour les séries éliminatoires.
| Clt   | Équipe                 | PJ | V  | D  | N  | BP  | BC  | Pts |
| ----- | ---------------------- | -- | -- | -- | -- | --- | --- | --- |
| +001, | Canadiens de Montréal  | 70 | 40 | 18 | 12 | 255 | 178 | 92  |
| +002, | Maple Leafs de Toronto | 70 | 35 | 26 | 9  | 199 | 195 | 79  |
| +003, | Black Hawks de Chicago | 70 | 28 | 29 | 13 | 191 | 180 | 69  |
| +004, | Red Wings de Détroit   | 70 | 26 | 29 | 15 | 186 | 197 | 67  |
| +005, | Bruins de Boston       | 70 | 28 | 34 | 8  | 220 | 241 | 64  |
| +006, | Rangers de New York    | 70 | 17 | 38 | 15 | 187 | 247 | 49  |

- Vainqueur du trophée Prince de Galles
- Qualifié pour les séries éliminatoires

Les quatre premières équipes sont qualifiées pour les séries éliminatoires.

### Meilleurs pointeurs
| Joueur            | Équipe                 | PJ | B  | A  | Pts |
| ----------------- | ---------------------- | -- | -- | -- | --- |
| Bobby Hull        | Black Hawks de Chicago | 70 | 39 | 42 | 81  |
| Bronco Horvath    | Bruins de Boston       | 68 | 39 | 41 | 80  |
| Jean Béliveau     | Canadiens de Montréal  | 60 | 34 | 40 | 74  |
| Andy Bathgate     | Rangers de New York    | 70 | 26 | 48 | 74  |
| Henri Richard     | Canadiens de Montréal  | 70 | 30 | 43 | 73  |
| Gordie Howe       | Red Wings de Détroit   | 70 | 28 | 45 | 73  |
| Bernard Geoffrion | Canadiens de Montréal  | 59 | 30 | 41 | 71  |
| Don McKenney      | Bruins de Boston       | 70 | 20 | 49 | 69  |
| Vic Stasiuk       | Bruins de Boston       | 69 | 29 | 39 | 68  |
| Dean Prentice     | Rangers de New York    | 70 | 32 | 34 | 66  |

### Meilleurs gardiens
| Joueur         | Équipe                 | PJ | Min   | BC  | Bl | Moy  |
| -------------- | ---------------------- | -- | ----- | --- | -- | ---- |
| Jacques Plante | Canadiens de Montréal  | 69 | 4 140 | 175 | 3  | 2,54 |
| Glenn Hall     | Black Hawks de Chicago | 70 | 4 200 | 179 | 6  | 2,56 |
| Terry Sawchuk  | Red Wings de Détroit   | 58 | 3 480 | 155 | 5  | 2,67 |
| Johnny Bower   | Maple Leafs de Toronto | 66 | 3 960 | 177 | 5  | 2,68 |
| Don Simmons    | Bruins de Boston       | 28 | 1 680 | 91  | 2  | 3,25 |
| Harry Lumley   | Bruins de Boston       | 42 | 2 520 | 146 | 2  | 3,48 |
| Gump Worsley   | Rangers de New York    | 39 | 2 301 | 135 | 0  | 3,52 |

## Séries éliminatoires de la Coupe Stanley

### Arbre de qualification
|  | Demi-finales                           | Demi-finales               |          |   | Finale de la Coupe Stanley | Finale de la Coupe Stanley |
|  | Demi-finales                           | Demi-finales               |          |   | Finale de la Coupe Stanley | Finale de la Coupe Stanley |
|  |                                        |                            |          |   |                            |                            |
|  | 24, 26, 29 et 31 mars 1960             | 24, 26, 29 et 31 mars 1960 |          |   | 7, 9, 12 et 14 avril 1960  | 7, 9, 12 et 14 avril 1960  |
|  | 24, 26, 29 et 31 mars 1960             | 24, 26, 29 et 31 mars 1960 |          |   | 7, 9, 12 et 14 avril 1960  | 7, 9, 12 et 14 avril 1960  |
|  | Chicago                                | 0                          |          |   | 7, 9, 12 et 14 avril 1960  | 7, 9, 12 et 14 avril 1960  |
|  | Chicago                                | 0                          |          |   | 7, 9, 12 et 14 avril 1960  | 7, 9, 12 et 14 avril 1960  |
|  | Montréal                               | 4                          |          |   | 7, 9, 12 et 14 avril 1960  | 7, 9, 12 et 14 avril 1960  |
|  | Montréal                               | 4                          | Montréal | 4 |                            |                            |
|  | 23, 26, 27, 29 mars, 2 et 3 avril 1960 |                            | Montréal | 4 |                            |                            |
|  |                                        | Toronto                    | 0        |   |                            |                            |
|  | Détroit                                | Toronto                    | 0        | 2 |                            |                            |
|  | Détroit                                |                            |          | 2 |                            |                            |
|  | Toronto                                | 4                          |          |   |                            |                            |
|  | Toronto                                | 4                          |          |   |                            |                            |

### Finale de la Coupe Stanley
| 7 avril 1960 | Maple Leafs de Toronto | 2-4 | Canadiens de Montréal |  |

| 9 avril 1960 | Maple Leafs de Toronto | 1-2 | Canadiens de Montréal |  |

| 12 avril 1960 | Canadiens de Montréal | 5-2 | Maple Leafs de Toronto |  |

| 14 avril 1960 | Canadiens de Montréal | 4-0 | Maple Leafs de Toronto |  |

Montréal gagne la série sur le score de 4 matchs à 0 et remporte ainsi sa cinquième Coupe Stanley consécutive, record inégalé depuis. C'est la première équipe depuis la saison 1951-1952 et les Red Wings de Détroit à ne perdre aucun match pendant les séries. Après avoir gagné la Coupe Stanley, Maurice Richard prend sa retraite.

### Meilleurs pointeurs
| Joueur            | Équipe                 | PJ | B | A  | Pts |
| ----------------- | ---------------------- | -- | - | -- | --- |
| Henri Richard     | Canadiens de Montréal  | 8  | 3 | 9  | 12  |
| Bernard Geoffrion | Canadiens de Montréal  | 8  | 2 | 10 | 12  |
| Red Kelly         | Maple Leafs de Toronto | 10 | 3 | 8  | 11  |
| Dickie Moore      | Canadiens de Montréal  | 8  | 6 | 4  | 10  |
| Alex Delvecchio   | Red Wings de Détroit   | 6  | 2 | 6  | 8   |
| Jean Béliveau     | Canadiens de Montréal  | 8  | 5 | 2  | 7   |
| Bert Olmstead     | Maple Leafs de Toronto | 10 | 3 | 4  | 7   |

## Honneurs remis aux joueurs et équipes

### Trophées
| Trophée              | Joueur         | Équipe                 |
| -------------------- | -------------- | ---------------------- |
| Trophée Calder       | Bill Hay       | Black Hawks de Chicago |
| Trophée Art-Ross     | Bobby Hull     | Black Hawks de Chicago |
| Trophée Hart         | Gordie Howe    | Red Wings de Détroit   |
| Trophée James-Norris | Doug Harvey    | Canadiens de Montréal  |
| Trophée Lady Byng    | Don McKenney   | Bruins de Boston       |
| Trophée Vézina       | Jacques Plante | Canadiens de Montréal  |

| Trophée                  | Équipe                |
| ------------------------ | --------------------- |
| Trophée Prince de Galles | Canadiens de Montréal |
| Coupe Stanley            | Canadiens de Montréal |

### Équipes d'étoiles
| Position       | Première équipe  | Première équipe        | Deuxième équipe   | Deuxième équipe        |
| Position       | Joueur           | Équipe                 | Joueur            | Équipe                 |
| -------------- | ---------------- | ---------------------- | ----------------- | ---------------------- |
| Gardien de but | Glenn Hall       | Black Hawks de Chicago | Jacques Plante    | Canadiens de Montréal  |
| Défenseur      | Doug Harvey      | Canadiens de Montréal  | Pierre Pilote     | Black Hawks de Chicago |
| Défenseur      | Marcel Pronovost | Red Wings de Détroit   | Allan Stanley     | Maple Leafs de Toronto |
| Ailier gauche  | Bobby Hull       | Black Hawks de Chicago | Dean Prentice     | Rangers de New York    |
| Centre         | Jean Béliveau    | Canadiens de Montréal  | Bronco Horvath    | Bruins de Boston       |
| Ailier droit   | Gordie Howe      | Red Wings de Détroit   | Bernard Geoffrion | Canadiens de Montréal  |